# Euchromia caelipennis
Euchromia caelipennis är en fjärilsart som beskrevs av Walker 1864. Euchromia caelipennis ingår i släktet Euchromia och familjen björnspinnare. Inga underarter finns listade i Catalogue of Life.